# Galepsus supervacaneus
Galepsus supervacaneus es una especie de mantis de la familia Tarachodidae.

## Distribución geográfica
Se encuentra en  Tanzania.